# 丝孢酵母菌病
丝孢酵母菌病（Trichosporonosis）是擔子菌門絲孢酵母屬真菌所致的侵入性感染。絲孢酵母可在人的毛髮上生長，即白色毛结节菌病，一般不造成其他症狀；但少數情況下絲孢酵母可對免疫缺乏的患者造成全身侵入性感染，即為丝孢酵母菌病。此病最早於1970年被發現，且已有研究人員開發動物模型以深入研究此病機理。
丝孢酵母菌病可再細分為全身瀰漫性感染（最為常見）、特定器官感染以及醫用導管感染（丝孢酵母菌在導管上形成生物薄膜）等三種類型，瀰漫型感染接受治療後的死亡率仍然很高。此病多發生於嗜中性白血球低下的癌症患者，有統計顯示血液惡性疾病患者中，丝孢酵母菌病是第二常見（僅次於念珠菌症）的酵母菌感染，其他高風險族群還有體重過輕的新生兒（特別是感染HIV病毒的新生兒）、服用類固醇者、曾接受器官移植者與洗腎者等。
丝孢酵母菌病的症狀與念珠菌症、曲霉病與隱球菌病等全身性真菌病相似，加上免疫缺乏的患者可能同時被多種真菌、細菌與病毒感染，導致此病的診斷困難，需仰賴血液樣本培養與實驗室檢測。治療此病的第一線藥物為抗真菌藥伏立康唑，其他可用藥物還有伊曲康唑、氟康唑與两性霉素B等。